# Tony-Tony Chopper
Pour les articles homonymes, voir Chopper.
Tony-Tony Chopper (トニートニー・チョッパー, Tonī Tonī Choppā) est un personnage de fiction appartenant à la franchise médiatique japonaise One Piece créée par Eiichirō Oda. Dans le manga, il apparaît au chapitre 134 du tome 15 ; dans l'anime, il apparaît dans l'épisode 81 intitulé Alors, ça boume ? Le docteur Kureha, un médecin aux allures de sorcière. Le passé du personnage est raconté dans l'épisode 84 Un renne au nez bleu ! Le secret de Chopper ; d'après le récit, Chopper est un renne qui a mangé le « Fruit de l'Humain » (Hito Hito no mi) qui le transforme en hybride moitié renne et moitié humain. Il est le médecin de l'équipage de Luffy.
Dans le cadre de sa série humoristique Le Petit Théâtre du chapeau de paille diffusée en annexe de One Pièce, Eiichirō Oda transforme son personnage en « Chopperman » super héros de type kawaii,, qui est depuis 2012 le héros de son propre manga dessiné par le mangaka Hiroyuki Takei.

## Création et conception
Le nom de Tony-Tony Chopper vient du mot japonais Tonakai (signifiant « renne »), et du mot anglais Chopper (signifiant « hachoir ») car ses sabots peuvent trancher la plupart des objets. Il y a deux clins d'œil à des références culturelles bien connues au Japon lié au personnage de Chopper : tout d'abord son nez de couleur fait référence a une chanson pour enfants Rudolphe le renne au nez rouge[réf. nécessaire]. Ensuite de temps en temps, lorsque Chopper est complimenté, il tape dans ses mains et les fait tourner devant son ventre : c'est la chorégraphie de Hen na Ojisan (変なおじいさん), « le monsieur bizarre », un personnage incarné par l'acteur japonais Shimura Ken.
En créant Chopper, Eiichirō Oda explique qu'il tentait de créer une mascotte qui soit à la fois adorable et sans peur. Une critique du site IGN note le personnage de Chopper comme l'un des meilleurs de la série One Piece expliquant qu'il peut être à la fois drôle et touchant. Selon Oda, il dit ne pas être intéressé par les femmes. Par exemple, à Thriller Bark, lorsqu'il voit Nami toute nue sous la douche, il n'a aucune réaction. Il est de ce fait particulièrement proche des femmes de l'équipage. Toujours selon l'auteur, il y a des chances qu'il ne soit pas insensible aux charmes d'une femelle renne[réf. souhaitée]. Cette affirmation est confirmée lors de l'arc Zo où l'on peut voir que Chopper est très sensible aux charmes d'une Mink nommée Milky, qui est un renne, ce qui lui fait adopter un comportement proche de celui de Sanji.

## Biographie fictive

### Débuts
Chopper est né sur Drum, une ile constamment enneigée de la route de tous les périls. Dès son enfance, il est mis à l'écart par ses congénères à cause d'une anomalie de naissance: son nez bleu. Un jour, il mange le Fruit de l'Humain (Hito Hito no mi). Ce fruit, qui donne des pouvoirs de la catégorie Zoan, lui permet de se métamorphoser sous trois formes différentes. Il est alors définitivement expulsé du troupeau. Il va, par conséquent, chercher l'hospitalité auprès des hommes, mais son apparence pas tout à fait humaine les effraie. Ils le chassent à coups de fusil. Agonisant, il est trouvé et soigné par le docteur Hiluluk, un des rares dissidents au régime tyrannique de Wapol, le Roi de l'île de Drum,. Hiluluk lui donne un nom et l'accueille chez lui en tant qu'assistant. Il devient alors comme un père pour le jeune renne et lui enseigne sa philosophie de vie basé sur la possibilité de guérir toutes les maladies et sur l'adoration du « Jolly Roger », le drapeau des pirates, en tant que symbole de liberté et de force contre les injustices.
Un jour, atteint d'une maladie incurable Hiluluk apprend qu'il n'a plus que dix jours à vivre. Afin d'éviter une trop grande peine à Chopper, il l'expulse de chez lui. Peu de temps après, Chopper apprend la vérité et tente de récupérer un champignon qui pourrait, selon lui, soigner Hiluluk. Abusé par la tête de mort représentée à côté du champignon sur le livre de plantes médicinales, qui ressemble à l'insigne des pirates, il croit que c'est un moyen de soigner le docteur. Chopper le récupère et le donne au docteur, qui, bien que le sachant mortel, le mange. Puis, il part pour le château de Wapol, le dictateur de l'île, et s'y fait exploser dans un attentat suicide afin que Chopper ne soit pas responsable de sa mort. Chopper est ensuite récupéré par le docteur Kureha, une collègue d'Hiluluk, qui continue à former le renne à la médecine pendant six ans. Après la fuite du tyran Wapol, Chopper et Kureha s'installent dans le château royal et y vivent en quasi-autarcie.

### Vie en mer
Lorsque Luffy et Sanji rencontrent Chopper pour la première fois, ils sont épuisés et affamés, et décident de le manger. Mais lorsque Luffy se rend compte du pouvoir de métamorphose de Chopper, il décide de l'incorporer dans son équipage. Il apprend après leur départ de l'ancienne île de Drum par Nami que Chopper est médecin. D'abord réticent, Chopper décide de rejoindre le Chapeau de Paille après que celui-ci ait vaincu Wapol. À bord du Vogue Merry, il se lie d'amitié avec Usopp, le mécanicien de l'équipage. Ils se battent ensemble, contre Mr 4 et Miss Merry-Christmas sur l'île d'Alabasta. Ils forment tous les deux un duo complémentaire lors des combats, Chopper apportant sa puissance physique et Usopp son ingéniosité.
L'attaque de Kuma a envoyé Chopper sur le royaume Piaf dans South Blue. Les habitants de l'île, malgré leur apparence primitive sont de grands médecins, ne sachant pas qu'il est en partie humain ils l'attaquent pour le manger, mais le jeune renne leur échappe. Il part ensuite sur le dos d'un oiseau pour rejoindre Luffy mais entre-temps, il reçoit un journal qui contient le message de Luffy pour son équipage et il retourne sur l'île, déguisé en « Chopper masqué ». Reconnu par les habitants malgré son déguisement, Chopper annonce aux villageois qu'il souhaite rester sur l'île pour y étudier la flore et la médecine dont les habitants sont experts. Deux ans plus tard, Chopper revient à Sabaody et il rencontre un équipage d'imposteurs se prétendant être l'équipage de Chapeau de paille ; croyant que ce sont vraiment ses amis, il les suit quand la fausse Robin se fait capturer par la Marine. Chopper décide de sauver la fausse Robin, seul, puisque les imposteurs ne veulent pas la sauver. Plus tard il finit par retrouver les véritables Nami et Usopp et réalise son erreur. L'équipage se réunit ensuite au complet à bord du Sunny.